# 硬水软化

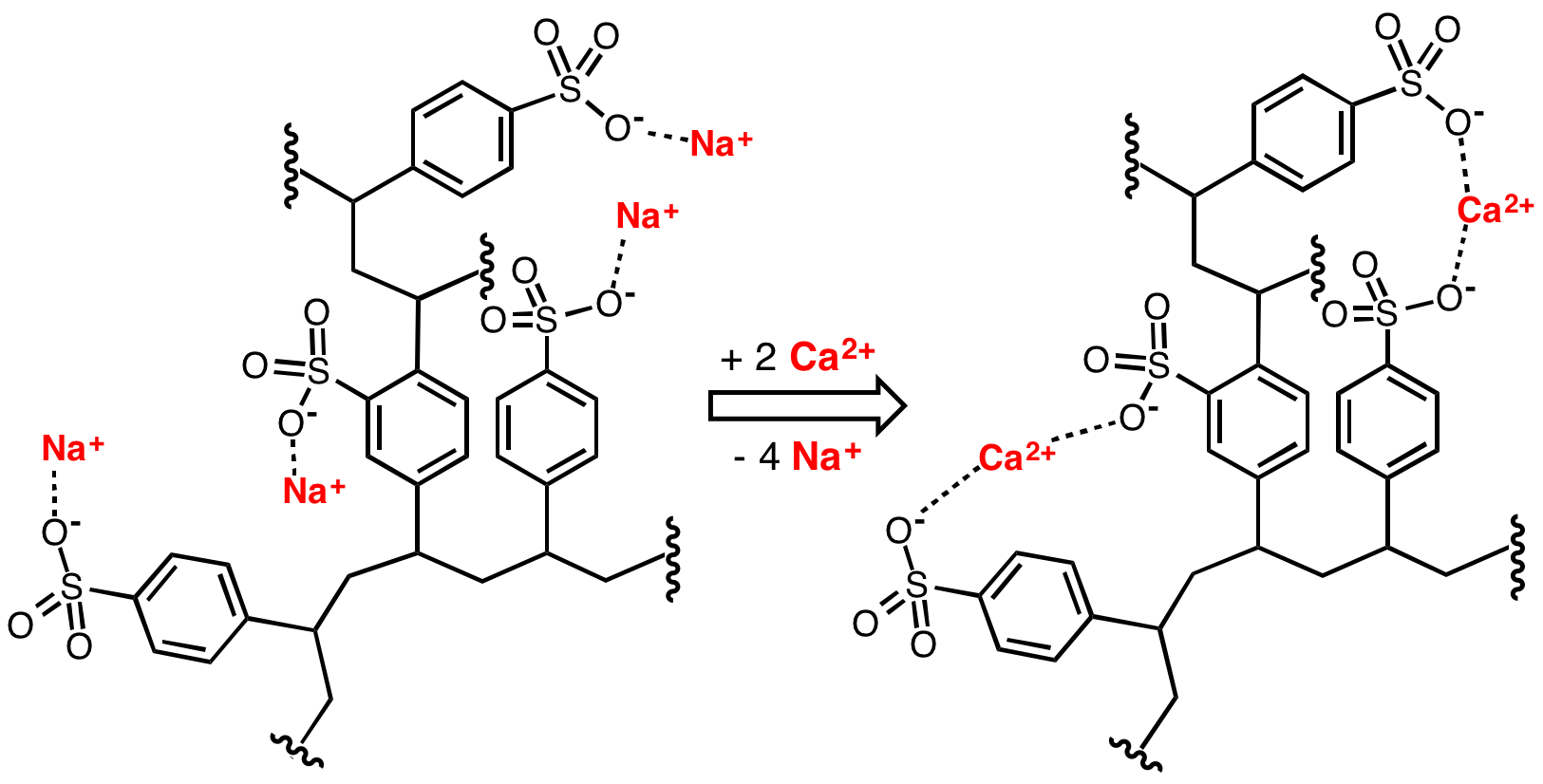
阳离子交换树脂软化水示意图

硬水软化是去除硬水中的鈣、鎂和某些其他金屬陽離子，可以将硬水软化为软水。硬水软化可以提高水使用的安全性。產生的軟水在相同的清潔工作中需要更少的肥皂，因為肥皂不會浪費與鈣離子的結合。軟水還可以減少或消除管道和配件中的水垢積聚，從而延長管道的使用壽命。水軟化通常使用石灰軟化或離子交換樹脂來實現，但越來越多地使用奈米過濾或逆滲透膜來實現。

## 基本原理
水中某些金屬離子（例如鈣和鎂）的存在（主要是碳酸氫鹽、氯化物和硫酸鹽）會導致各種問題。
硬水會導致水垢堆積，從而污染管道並促進電偶腐蝕。
在軟水中洗滌時產生的滑溜感是由於水中的礦物質含量被剝奪後，肥皂對水離子的吸引力減弱而引起的。人體皮膚表面帶有輕微的電荷，肥皂容易與這些電荷結合，需要更多的努力和更多的水才能去除。硬水含有鈣或鎂離子，與肥皂反應後會形成不溶性鹽，在浴缸和淋浴表面留下一層不溶性硬脂酸鹽，通常稱為肥皂浮渣。

## 硬水软化的方法
常见硬水软化主要方法有煮沸、蒸馏、离子交换树脂法等，工业上也有用药剂软化。

### 煮沸法
将水煮沸，可将部分钙镁离子转化为水垢。

### 石灰蘇打法
將氧化鈣CaO(生石灰)和碳酸鈉Na2CO3(苏打)加到水中，去除Ca2+和Mg2+離子，使它們沉澱

### 蒸餾法
通过加热的方法使水由液态转为气态。最后将水冷却为液态得到蒸馏水。这是实验室常用的净化水的方法。

### 陽離子交換法
通過在水中加入十水合碳酸鈉，將與碳酸根離子化合的碳酸鎂和碳酸鈣固體沉澱出來。
Ca2+(aq)+CO32−(aq) -> CaCO3(s)
Mg2+(aq)+CO32−(aq) -> MgCO3(s)